# Prothema auratum
Prothema auratum es una especie de escarabajo longicornio del género Prothema, tribu Prothemini, subfamilia Cerambycinae. Fue descrita científicamente por Gahan en 1906.
La especie se mantiene activa durante el mes de mayo.

## Descripción
Mide 10,5-12 milímetros de longitud.

## Distribución
Se distribuye por China, India, Laos, Nepal y Vietnam.